# Президентские выборы в Гватемале (1892)
Президентские выборы в Гватемале проходили в январе 1892 года. В результате президентом был избран умеренный член Либеральной партии Хосе Рейна Барриос, получивший 55 % голосов. Впервые на выборах в Гватемале было разрешено вести избирательную кампанию, используя местные газеты.

## Результаты
| Кандидат                           | Партия                             | Голоса | %   |
| ---------------------------------- | ---------------------------------- | ------ | --- |
| Хосе Рейна Барриос                 | Либеральная партия                 |        | 55  |
| Франсиско Лайнфиеста               | Независимый                        |        | 35  |
| Лоренцо Мантуфар-и-Ривера          | Либеральная партия                 |        | 10  |
| Мигель Энрикес                     | Консервативная партия              |        | 0   |
| Хосе Льерена Карранза              | Консервативная партия              |        | 0   |
| Недействительных/пустых бюллетеней | Недействительных/пустых бюллетеней |        | –   |
| Всего                              | Всего                              |        | 100 |